# Saint-Laurent-des-Combes (Gironda)
Saint-Laurent-des-Combes è un comune francese di 302 abitanti situato nel dipartimento della Gironda nella regione della Nuova Aquitania.

## Società

### Evoluzione demografica
Abitanti censiti